# Quattro

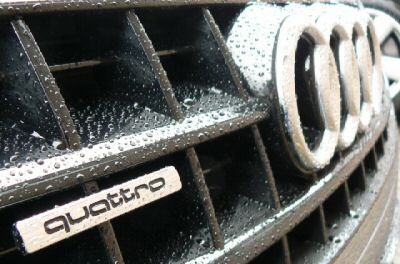
Logo quattro na masce automobilu Audi

Quattro (italsky "čtyři") je obchodní značka automobilky Audi AG a označuje technologie a systémy pohonu 4×4 používané v konkrétních modelech automobilů Audi.
Slovo "quattro" je registrovaná obchodní značka Audi AG dceřiné společnosti koncernu Volkswagen Group.
Quattro byl poprvé představen v roce 1980 v modelu Audi Quattro se stálým pohonem 4 × 4 (často označovaném jako Ur-Quattro). Termín quattro je od té doby aplikován na každý 4WD model. Vzhledem k nomenklatuře práv vycházejících z ochranné značky je  slovo quattro vždy psáno s malým "q" na počest svého bývalého jmenovce.
Ostatní automobilky v rámci koncernu Volkswagen Group používají různé ochranné značky pro své 4WD automobily. Zatímco Audi vždy používalo název "quattro", automobily značky Volkswagen používali zpočátku název "syncro", ale od nedávna používá název "4Motion". Škoda používá jednoduchý název "4 × 4" za názvem modelu, přičemž Seat používá jen "4".